# Miliusa bannaensis
Miliusa bannaensis är en kirimojaväxtart som beskrevs av X. L. Hou. Miliusa bannaensis ingår i släktet Miliusa och familjen kirimojaväxter. Inga underarter finns listade i Catalogue of Life.